# 唐纳德·托马利亚
唐纳德·安德鲁·托马利亚（Donald Andrew Tomalia，1938年9月5日—），美国化学家，树状物的发现者。托马利亚于1961年获巴克内尔大学学士学位，1962年获密歇根大学硕士学位。1968年，他于美国密歇根州立大学物理有机化学专业毕业。1968年至1971年任陶氏化学集团研究部主管经理，1976年成为一名副研究员，1979年至1984年为陶氏化学的高级副研究员，1984年到1990年在功能高分子材料和工艺部做研究。1990年至1999年，他是密歇根分子科学机构教授和纳米化学主任。1998年至2000年，他是那里的技术副主任。2003年，他成为在中密歇根大学分子与纳米技术国家中心主任。
托马利亚的目标是合成分支化的聚合物，而不是陶氏化学20世纪70年代经常合成的线性阵列。由于得不到正式支持，只好利用周五下午做研究。1979年他与同事成功取得突破，他们发现在甲醇溶液中进行的反应能够产生两个分支点的聚合物。树状物由是得以发展，并在生物医学领域内有多种用途。到2010年托马利亚在美国已有100项专利，发表过超过180篇科学论文。